# 班第 (科尔沁部)
班第（？—1710年），博尔济吉特氏，科尔沁左翼中旗扎萨克和硕达尔罕亲王。和塔之长子，满珠习礼之孙。
康熙九年（1670年），班第娶顺治帝养女固伦端敏公主为妻，授固伦额驸。次年，袭科尔沁左翼中旗扎萨克和硕达尔罕亲王。康熙二十九年（1690年），跟随尚书阿喇尼侦击噶尔丹，前往呼伦贝尔驻防。康熙三十五年（1696年），康熙帝亲征噶尔丹，班第与土谢图亲王沙津诱敌巴尔岱哈山麓。康熙三十七年（1698年），康熙帝曾驻跸于克尔苏，追念其祖父满珠习礼之功，亲自前往其墓酹酒。康熙四十七年（1708年）班第来朝，两年后去世。其有两子罗卜藏衮布与色旺多尔济，均授为和硕额驸。